# Эффионг, Филип
Филип Эффионг (англ. Philip Effiong; 18 ноября 1925, Ибионо-Ибом, Колониальная Нигерия — 6 ноября 2003, Аба, Абия, Нигерия) — первый вице-президент и второй президент самопровозглашённого государства Республика Биафра, существовавшего с 1967 по 1970 годы в юго-восточной части Нигерии.

## Биография
Филип Эффионг родился 18 ноября 1925 года в Ибионо-Ибоме, который в настоящее время входит в состав нигерийского штата Аква-Ибом. 28 июля 1945 года он вступил в ряды вооружённых сил Нигерии. Быстро продвигаясь по служебной лестнице, 11 января 1956 года после прохождения подготовки в Честере получил звание офицера и был переведён для службы в Западную Германию. Позднее он был направлен на службу в Артиллерийской службе Нигерии, а в 1961 году в Республику Конго для продолжения обучения.
В ходе гражданской войны в Нигерии Эффионг стал начальником Генштаба самопровозглашённого государства Биафра, возглавляемого Одумегву-Оджуквой.